# 戸田村 (千葉県)
戸田村（とだむら）は、かつて千葉県市原郡に存在し、昭和の大合併により廃止された村。現在の市原市中部（南総地区）に位置していた。

## 地理
市原郡（郡域はほぼ現在の市原市と重なる）の中部に位置する村であった。1916年（大正5年）時点では、北に海上村、北東に養老村、東に明治村（のちの牛久町）、南から西にかけて君津郡の平岡村・馬来田村、北東に姉崎町と接していた。
1916年（大正5年）に編纂された『千葉県市原郡誌』によれば、馬立（うまたて）・上原（うえはら）・上高根（かみたかね）・中高根（なかたかね）・風戸（かざと）・栢橋（かやはし）・南岩崎（みなみいわさき）・寺谷（てらや）の8区（いずれも町村制以前の旧村＝大字）からなっていた。これらの8つの大字は、市原市の大字として存続している。

## 沿革

### 町村制施行以後の行政区画変遷年表
- 1889年（明治22年）4月1日 - 町村制施行に伴い、馬立村・上原村・上高根村・風戸村・栢橋村・岩崎村・寺谷村が合併し市原郡戸田村が発足。
- 1954年（昭和29年）- 11月15日 - 内田村、平三村、鶴舞町、牛久町と合併し南総町となり消滅。
- 1967年（昭和42年）10月1日 - 南総町と加茂村が市原市へ編入。南総町は消滅。

## 交通

### 鉄道
- 小湊鉄道
  - ■小湊鉄道線
    - 馬立駅